# Jean-Hugues Matelly
Jean-Hugues Matelly, né le 10 décembre 1965 à Montpellier (France), est un lieutenant-colonel de la Gendarmerie nationale française, politologue, sociologue et écrivain. Il est le fondateur de l'Association professionnelle nationale des militaires de gendarmerie.

## Biographie
Jean-Hugues Matelly est diplômé de l'Institut d'études politiques de Toulouse (promotion 1998 du DESS sécurité police et société).
Il est un officier français menant de front une carrière militaire dans la Gendarmerie nationale et des travaux universitaires dans le champ de la sécurité au sein du Centre d'études et de recherches sur la police (CERP) à l'Institut d'études politiques de Toulouse, puis du Centre de recherche sociologique sur le droit et les institutions pénales (CESDIP), laboratoire du CNRS.
Dans le cadre militaire, il se distingue d’abord par des réflexions innovantes et critiques, en matière d’usage du jeu de guerre en formation tactique, de réflexions éthiques et juridiques sur la problématique de l’ordre illégal ou encore quant aux limites de la preuve génétique en matière judiciaire et aux potentialités de nouvelles formes de management.
Sur le plan universitaire ses travaux portent essentiellement sur la sociologie de la police et particulièrement des gendarmes dans l’exercice de leurs fonctions de police judiciaire, sur les politiques publiques de sécurité et l’évaluation statistique des phénomènes de délinquance.
Sa liberté de ton et d’analyse l’ont régulièrement conduit à être sanctionné par la hiérarchie militaire sur le fondement avancé du « devoir de réserve ». Il s’exprime d’ailleurs régulièrement en faveur de la libéralisation de l’expression individuelle et collective des militaires français, dont le statut général des militaires limite significativement les libertés publiques, eu égard à la situation des soldats de la plupart des pays européens. Ses commentaires sur la situation de la Gendarmerie nationale sont souvent remarqués. Il a été un des fondateurs, voire pour certains observateurs le « leader », du mouvement « Gendarmes et citoyens ».
Le 25 mars 2010, il est radié des cadres par « mesure disciplinaire » par un décret du président de la République, non publié au Journal officiel, mais les effets de ce décret sont partiellement suspendus par le Conseil d'État le 29 avril 2010.
Le 11 janvier 2011, le Conseil d’État annule le décret du président de la République, estimant que, si « M. Matelly a effectivement manqué à ses obligations en faisant état publiquement, dans les médias, de son opposition à la politique d’organisation des deux grands services français dédiés à la sécurité publique », l’administration, « alors qu’elle disposait d’un éventail de sanctions large (notamment la possibilité de prendre une mesure de retrait temporaire d’emploi allant jusqu’à douze mois) » […] « a prononcé à l’encontre de cet officier de gendarmerie une sanction manifestement excessive ». Toutefois, la direction générale de la gendarmerie nationale décide d'engager une nouvelle procédure disciplinaire à son encontre,,.
Le chevauchement de l’activité professionnelle, des travaux de recherche et d’un engagement militant pose nécessairement la question de la neutralité axiologique de certaines de ses publications scientifiques[réf. nécessaire]. La stigmatisation dont il semble[évasif] faire l’objet dans certains milieux militaires conservateurs paraît[évasif] pouvoir s’interpréter suivant des schémas classiques d’assimilation de l’innovation à la déviance[réf. nécessaire].
Le 6 avril 2011, l'Observatoire national de la délinquance, dans le compte-rendu de son conseil d'orientation, précise que, à la suite de l'invitation de son président, Alain Bauer, Jean-Hugues Matelly s'est porté candidat pour un poste à l'OND à la condition que son institution de tutelle, la Gendarmerie nationale, donne son accord. Il pourrait ainsi concilier son activité professionnelle à la Gendarmerie et ses activités de chercheur[réf. souhaitée].
À sa demande, il est rayé des cadres de la Gendarmerie le 18 février 2016,.

### Carrière militaire
Commandant de Compagnie de Blois (98), rapporteur à la commission de recours des militaires, contrôleur de gestion pour la région Picardie[réf. souhaitée].

### Saisine de la Cour européenne des droits de l'homme
Saisie par Jean-Hugues Matelly, la Cour européenne des droits de l'homme a condamné la France, dans un arrêt du 2 octobre 2014, pour l'interdiction absolue faite aux militaires de constituer un syndicat ou d'y adhérer. Le 2 janvier 2015, les arrêts de la CEDH sont considérés comme définitifs, sans que la France ne puisse plus faire de recours, et le lieutenant-colonel Jean-Hugues Matelly déclare en préfecture l'Association professionnelle nationale des militaires de gendarmerie.

## Publications
- Jeu de rôle : crimes ? Suicide ? Sectes ?, Toulon, Les Presses du Midi, 1997 (ISBN 978-2-87867-132-2)
- Gendarmerie et crimes de sang, Paris, éditions L'Harmattan, 2000 (ISBN 978-2-7475-0050-0, LCCN 2001367078)
- Police : des chiffres et des doutes, Paris, éditions Michalon, 2007 (ISBN 978-2-84186-422-5, LCCN 2008365003)
- L'affaire Matelly, Paris, éditions JC Gawsewitch, 2010, 256 p. (ISBN 978-2-84186-422-5)